# Abarth
Abart je osnovao Karlo Abart 1949. godine u Torinu, kao firmu specijalizovanu za izradu trkačkih automobila. Trkački modeli koji su izlazili iz njegove fabrike su za osnovu imali klasične fabričke verzije masovno pravljenih automobila, pre svega Fijatove modele.

## O osnivaču
Osnivač firme, Carlo Abarth, rođen je 1908. godine u Beču. Karijeru je započeo još dvadesetih i tridesetih godina kao vozač i mehaničar na moto trkama. 
Godine 1928. izrađuje svoj prvi auspuh i postaje specijalista za izduvne sisteme kod motocikala i automobila. Životni put ga vodi preko Kraljevine Jugoslavije (gde je jedno vreme živeo), do Italije gde se trajno nastanjuje.

## Istorija
Firma "Abarth & C." osnovana je 1949. godine posle raspada projekta „Cisitalia“ na kome su zajednički radili Carlo Abarth, dr. Ferdinand Porše, Rudolf Hrucka i posle obaveza u FIAT-u Dante Djakoza. Abarth nije odustajao od zamisli da proizvodi brze automobile, a put do početnog kapitala vodio je preko projektovanja i proizvodnje izduvnih sistema. Njegovoj afirmaciji pomažu i poznanstva sa Porše, Hruska, Nuvolari i Dusio koji su smatrali Abartha za genijalnog inženjera.. Ovaj samouki majstor je kupovao delove i razvijao svoj model 1000 za trke, istovremen počeo je i proizvonju delova za tjuning automobila, počeo je sa izduvnim sistemima, usisnim granama, ventilima i ogibljenjima kao i ostalim potrebštinama za trke. Posao je postepeno stabilizovao u četiri različita pravca: modifikovanje serijskih automobila (Fijat, Lanča, Simka, Porše, Ferari), izduvni sistemi (Ferari, Mazerati i Alfa Romeo), automobil za postavljanje rekorda i dizajniranje i projektovanje sportskih automobila. Fabrika je nudila i kitove za tjuning vozila Fiat, a na trkama je učestvovala sa svojim modifikacijama.

### 1951—1960
1951. godine kompanija se seli u Torino, gde počinje saradnja sa gigantom italijanske auto-industrije, grupacijom Fiat. Predstavljanje Fiata 600, 1955. godine, bilo je prekretnica za Abarth. Veliki tjuning potencijal koji je ovaj automobil imao, inspirisao je Abartha da već sledeće godine na Salonu automobila u Briselu prikaže svoje viđenje. Novi model je nazvan Fiat Abarth 750 Berlina S. i ”Elaborazione”. Iza ovog dugačkog imena stajao je, spolja, skoro nepromenjeni Fića, dok su sve modifikacije bile ispod lima. Naime, na tabli se nalazio obrtomer, četvorostepeni menjač je bio drugačije podešen, a najveće modifikacije su bile izvršene na motoru koji je imao 40 KS. Donji postroj i izbor guma je za civilne verzije ostao nepromenjen. U praksi, automobil je imao veću maksimalnu brzinu od 130 km/h i bolje ubrzanje. Cena mu je bila visoka i iznosila je oko 7.500, tadašnjih DEM, što je bilo čak za hiljadu više nego što je bilo potrebno izdvojiti za Opel rekord, međutim, ipak je nalazio kupce. 
Ubrzo je bio dostupan i ”Mille Miglia” agregat, sa kojim je tokom 1956. i 1957. godine oboreno više svetskih rekorda (na primer, jedan specijalno pripremljen Abarth sa ovim motorom je vožen punih 48 sati, prosečnom brzinom od 140,65 km/h). Na tržištu ponuđeni automobili sa ovom mašinom su imali 46 KS pri 6000 obrtaja i maksimalnu brzinu od 135 km/h. Pri testiranju je utvrđeno da automobil ide i do 7 km/h brže ako je poklopac motora otvoren, jer je termičko opterećenje motora bilo vrlo izraženo, a ovako je omogućeno dodatno hlađenje.

### 1961—1970
U februaru 1961. godine predstavljen je novi model, nazvan Fiat Abarth 850 TC Berlina (TC: Turismo Competizione). Spolja ovaj model nije daleko otišao od običnog Fiće, osim hladnjaka za vodu i ulje u prednjem delu i šara na karoseriji. Montiranje dodatnih hladnjaka bilo je neophodno jer dalji tjuning motor jednostavno nije mogao da izdrži. Zapremina je iznosila 847 kubnih centimetara i agregat je bio veoma modifikovan u odnosu na serijsku mašinu. Snaga je iznosila 52 KS pri 7000 obrtaja. Donji postroj je bio kvalitetno dorađen, kočioni sistem je dobio diskove na prednjoj osovini, a ogibljenje je dodatno ukrućeno. Kupci su mogli da biraju između menjača sa četiri ili pet brzina i modifikovanog prenosa u cilju boljeg ubrzanja ili veće maksimalne brzine. Ova verzija je razvijala oko 145 km/h, a još bolje rezultate su postizale verzije 850 S i 850 SS (55-57 KS). 1963. grupe 2 Abarth 1000 je imao 68 KS pri 6800 obrtaja u minuti, jedan Solex karburator, četvoro ili petobrzinski menjač, disk kočnice na svim točkovima, 583 kg težinu. Karoserija je bila standardna, sa obrnutim vratima, malim farovima i branicima.
1964. urađena su sitna poboljšanja, sada samo petobrzinski menjač, kola su bila bez branika.
1965. u Abarth 1000 TC ugrađen je dvostruki Weber karburator, što je snagu podiglo na 85 Ks pri 7600 obrtaja u minuti. Najinteresantnija stvar je bila pojava kombinovanog hladnjaka voda/ulje na prednjoj strani kola. To će postati novi zaštitni znak Abarth-a za sve ljubitelje ovih vozila. Doduše, bilo je malo problema sa homologacijom.
1966. Fiat je na modelu 600 D promenio smer otvaranja vrata i postavio nove farove. To je bilo učinjeno i na Abarth-u 1000. Prednji hladnjak je povećan i učvršćen.

1967. je donela sitna poboljšanja. Abarth 1000 TC Berlina je i dalje terorisao sve ostale u malim klasama, kako na Prvenstvu Evrope za turistička kola, tako i u nacionalnim 
šampionatima.
1968. je došlo do promena propisa i u Šampionatu Evrope je uvedena grupa 5 koja je dozvoljavala više modifikacija na kolima u odnosu na grupu 2. Abarth 1000 TC je sada imao dva dvostruka Weber karburatora i snagu od 110 KS pri 8000 obrtaja u minuti.Iste godine, pojavio se i dodatno tjunirani model nazvan Abarth 850 TC Nirburgring Berlina (koristio se i naziv 850 TC Corsa), koji je imao motor od 64 KS pri 7000 obrtaja, a u trkačkom trimu imao je i 68 konja. 
Kasnije, specijalna 850 TCR Berlina - grupe 5, sa dva dupla Webber karburatora razvijala je, čitavih 93 KS pri 8400 obrtaja u minuti.
Uporedo sa ovim modelima razvijena je i jača verzija, 1000 TC Berlina. Imala je 982 cm³ zapremine i razvijala 60 u putničkoj, a 88 KS u trkačkoj pripremi. U zavisnosti od želja naručioca, maksimalna brzina je mogla da bude, u ono vreme vrtoglavih, 200 km/h. Iako su ovo bili modeli dorađeni do krajnjih granica Fićine koncepcije, još uvek je bilo mesta za dalje povećanje snage i brzine. Upravo takav je bio 1000 TCR Berlina - grupe 5 iz 1968. godine, koji je razvijao 110 KS. 
1969. Abarth 1000 TC je bio praktično isti kao prošlogodišnji model.
Godine 1970. pedstavljen je poslednji, ali najekstremniji Abarth 1000 TCR namenjen isključivo trkama. Visoko modifikovan motor imao je 112 KS pri 8200 o/min. Sa dugim prenosnim odnosima, pripremljenim za kružne trke, ovaj automobil je dostizao i 215 km/h.

### 1971—1980
Fiat, 31.07.1971. godine u celosti kupuje kompaniju Abarth i potom joj potpuno menja proizvodnu filozofiju. Od tada, Abarth postaje sportsko odeljenje Fiata i prestaje proizvodnju modela baziranih na Fići ili Fiatu 600 D.
Od početka 80-tih godina, Fiat se povukao sa međunarodne trkačke scene, i raspustio je svoj Abarth tim. Od tada, ime Abarth je obično služilo samo za svrhu marketinga.

### 2007-
Novi šef Fiat-a Sergio Marchionne rešio je da stvar promeni, odnosno da Abarth vrati tamo gde mu je mesto.Ponovo je oformljen Abarth tim, okupljeni su inžinjeri, dobili su svoje posebne prostorije Officine 83, deo nekadašnjeg starog Mirafiori pogona u Torinu, vraćeno im je njihovo ime, Abarth & C. S.p.A. Predstavljena su dva nova modela i to Grande Punto Abarth i Grande Punto Abarth S2000.

## Modeli

### Automobili proizvedeni od strane Abarth-a
- Fiat 500 Abarth Fiat Abarth 1000
- Fiat Abarth 750
- Abarth 1000 TC (Fiat 600 Abarth)

- Abarth 1100 Scorpione Spider (Boano)
- Abarth 1500 Biposto
- Abarth Simca 2000
- Abarth 204A Berlinetta
- Abarth 205A Berlinetta
- Alfa Romeo Abarth 2000 Coupe
- Abarth 207A Spyder
- Porsche 356B Carrera GTL Abarth
- Abarth Simca 1300 GT
- Fiat Abarth 850 TC Berlina
- Fiat Abarth OT1000
- Fiat Abarth OT1600
- Fiat Abarth OT2000 Coupe
- Fiat Abarth Zagato 750 Record Monza
- Fiat Abarth Zagato 750 Record Monza Bialbero
- Fiat Abarth Allemano 750 Spider
- Fiat Abarth 1000TCR Berlina
- Autobianchi A112 Abarth
- Fiat Abarth 595 SS
- Fiat Abarth 695 SS
- Abarth OT 1300
- Abarth Monomille
- Abarth 695SS
- Fiat Ritmo 125 TC Abarth
- Fiat Ritmo 130 TC Abarth
- Fiat 124 Abarth Rally
- Fiat 131 Abarth Rally
- Lancia 037

### Automobili sa oznakom Abarta
- Fiat Uno Turbo Mk2 (Abarth)[тражи се извор]
- Fiat Bravo GT/HGT (Abarth)
- Fiat Stilo (Abarth)
- Fiat Punto (Abarth)
- Fiat Cinquecento Sporting (Abarth)
- Fiat Seicento Sporting (Abarth)

### Novi automobili proizvedeni od straneAbarth & C. S.p.A.(2007–)
- Abarth 500

- Abarth 500 SS
- Assetto Corsa Rally
- 695 Tributo Ferrari
- Abarth Grande Punto (2007)
- Abarth Grande Punto SS (2007)
- Abarth Punto Evo
- Abarth Punto Supersport (2012–2013)
- Abarth 500C

### Automobili proizvedeni od strane drugih proizvođača u saradnji sa Abarth-om
- Lancia Delta S4

## Spoljašnje veze
- Званични веб-сајт
- Abarth muzej Архивирано на веб-сајту  (18. јун 2013)
- Galerija novih Abarth modela